# Антропологический тип
Антропологи́ческий тип (также антропологический вариант, антропологический региональный вариант, расовый тип, расовый вариант) — классификационная единица, или категория, низшего порядка в расоведении, рассматриваемая как часть малой расы. Иногда под названием «антропологический тип» может подразумеваться раса любого таксономического ранга. Также термин «антропологический тип» используется для обозначения обобщённого описания тех или иных групп человеческих популяций, сходных по определённому комплексу антропологических признаков, вне связи с классификационными категориями.
В последнее время всё большее распространение получает термин «антропологический вариант», один из синонимов термина «антропологический тип». Это связано с тем, что сторонники популяционной концепции расы считают основной термин не совсем удачным, поскольку понятие «тип» (с другим значением) используется и в типологической концепции расы.

## В составе рас
В построении большинства классификаций человеческих рас соблюдается иерархический принцип. Антропологический тип находится на низшем уровне такой иерархии. Классификационной единицей более высокого ранга по отношению к антропологическому типу является малая раса, или раса второго порядка. На следующем уровне классификации те или иные малые расы образуют большую, или основную, расу, или расу первого порядка (этому термину соответствует понятие «расовый ствол», используемый, в частности, в классификации В. В. Бунака). Чаще всего малые расы непосредственно включаются в состав больших рас, но иногда их группируют в расовые ветви (а уже в составе расовых ветвей они объединяются в большие расы), такие единицы как «расовые ветви» используются, например, в классификациях В. В. Бунака и Г. Ф. Дебеца. В ряде классификаций, в частности, в работах А. А. Зубова большие расы объединяются в более крупные классификационные единицы — в надрасовые стволы.
Примером многоуровневой классификации рас может быть классификация большой негроидной расы, в составе которой выделяют негрскую, центральноафриканскую и южноафриканскую малые расы. В составе негрской расы, в свою очередь, выделяются суданский, центральноафриканский, восточно-бантоидный, южноафриканский и нилотский антропологические типы, а в составе южноафриканской расы — бушменский и готтентотский антропологические типы.
Большие расы выделяются более стабильными антропологическими признаками, к которым относятся, например, цвет кожи, форма волос и степень уплощённости или выступания лица. Малые расы и антропологические типы выделяются по менее устойчивым признакам, таким, как форма головы, длина тела или форма носа, которые могут меняться всего за несколько поколений.

## В составе этносов
Антропологические типы могут выделяться не только в составе малых рас. Термин «антропологический тип» в этнической антропологии может применяться также по отношению к статистическим показателям группы, отличающим от показателей других групп. Например, в составе русского народа выделяются ильменско-белозёрский, валдайский, вологдо-вятский, вятско-камский, клязьминский, дон-сурский, степной, средневолжский, верхнеокский, архангельский, онежский и другие типы, а в составе украинцев выделяют верхнеднепровский, волынский, полесский, карпатский и другие типы и варианты.

## Относительность значения термина
Как и все остальные термины расовых классификаций термин «антропологический тип» является в достаточной степени условным и неустойчивым вследствие сложности доказательства равноценности уровня различий разных групп людей, неравномерности изучения разных человеческих популяций и отсутствия общепринятой классификации рас и типов. Так, например, в некоторых классификациях антропологические типы могут выделяться в отдельные расы. Например, как самостоятельная малая раса иногда рассматривается нилотский антропологический тип: в классификации Г. Ф. Дебеца — в составе африканской ветви большой негро-австралоидной расы, и в классификации В. В. Бунака — в составе африканской ветви тропического расового ствола. Также, например, лапоноидная раса в классификациях разных антропологов может рассматриваться как один из антропологических типов переходной уральской расы, как малая раса в составе большой европеоидной расы, как промежуточная малая раса, сформировавшаяся в зоне контактов европеоидов и монголоидов, и даже как самостоятельная большая раса.